# Allopauropus brevisetus
Allopauropus brevisetus är en mångfotingart som beskrevs av Filippo Silvestri 1902. Allopauropus brevisetus ingår i släktet småfåfotingar, och familjen fåfotingar. Inga underarter finns listade i Catalogue of Life.